# Federico Vairo
Federico Vairo Moramarco Angellastre (Rosario, 1930. január 27. – Buenos Aires, 2010. december 7.) argentin labdarúgóhátvéd. Öccse, Juan Apolonio Vairo Moramarco szintén labdarúgó.
Az argentin válogatott tagjaként részt vett az 1958-as labdarúgó-világbajnokságon.

## Sikerei, díjai
Argentína
- Copa América
  - győztes: 1955, Chile
  - 3.: 1956, Uruguay